# Piotr S. Wandycz
Piotr Stefan Wandycz (Cracovia, 20 de septiembre de 1923 - Brandford, 29 de julio de 2017) fue un historiador estadounidense de origen polaco, profesor en la Universidad de Yale, que ha escrito diversos estudios sobre historia de la diplomacia.
Fue autor de obras como Czechoslovak-Polish Confederation and the Great Powers, 1940-43 (1956), France and Her Eastern Allies, 1919-1925 (1962), Soviet-Polish Relations: 1917-1921 (1969), The Lands of Partitioned Poland, 1795–1918 (1975), The United States and Poland (1980), The Twilight of the French Eastern Alliances 1926–36 (1988), Polish diplomacy 1914-1945: aims and achievement (1988) o The Price of Freedom: A History of East Central Europe from the Middle Ages to the Present (1992), entre otras.
En 2014 se publicó sobre él una biografía titulada Piotr Wandycz: historyk-emigrant-intelektualista, a cargo de Marek Kornat, Sławomir Nowinowski y Rafał Stobiecki.